# Royal National Lifeboat Institution
Die Royal National Lifeboat Institution (RNLI) ist eine britische Seenotrettungsorganisation. Als gemeinnützige Freiwilligenorganisation betreibt die RNLI über 400 Rettungsboote, welche im Jahr 2009 mehr als 9000 Einsätze hatten. Einsatzgebiet der RNLI sind die Küsten Großbritanniens und Irlands sowie einige Binnengewässer des Vereinigten Königreiches und Jersey.

## Entwicklung der britischen Seenotrettung

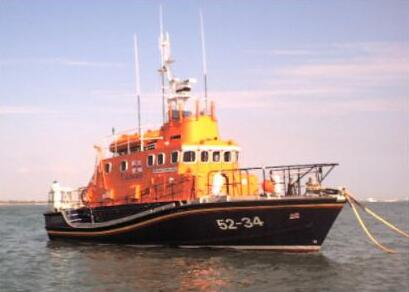
Boot der RNLI der inzwischen ausgemusterten ARUN-Klasse in Calshot

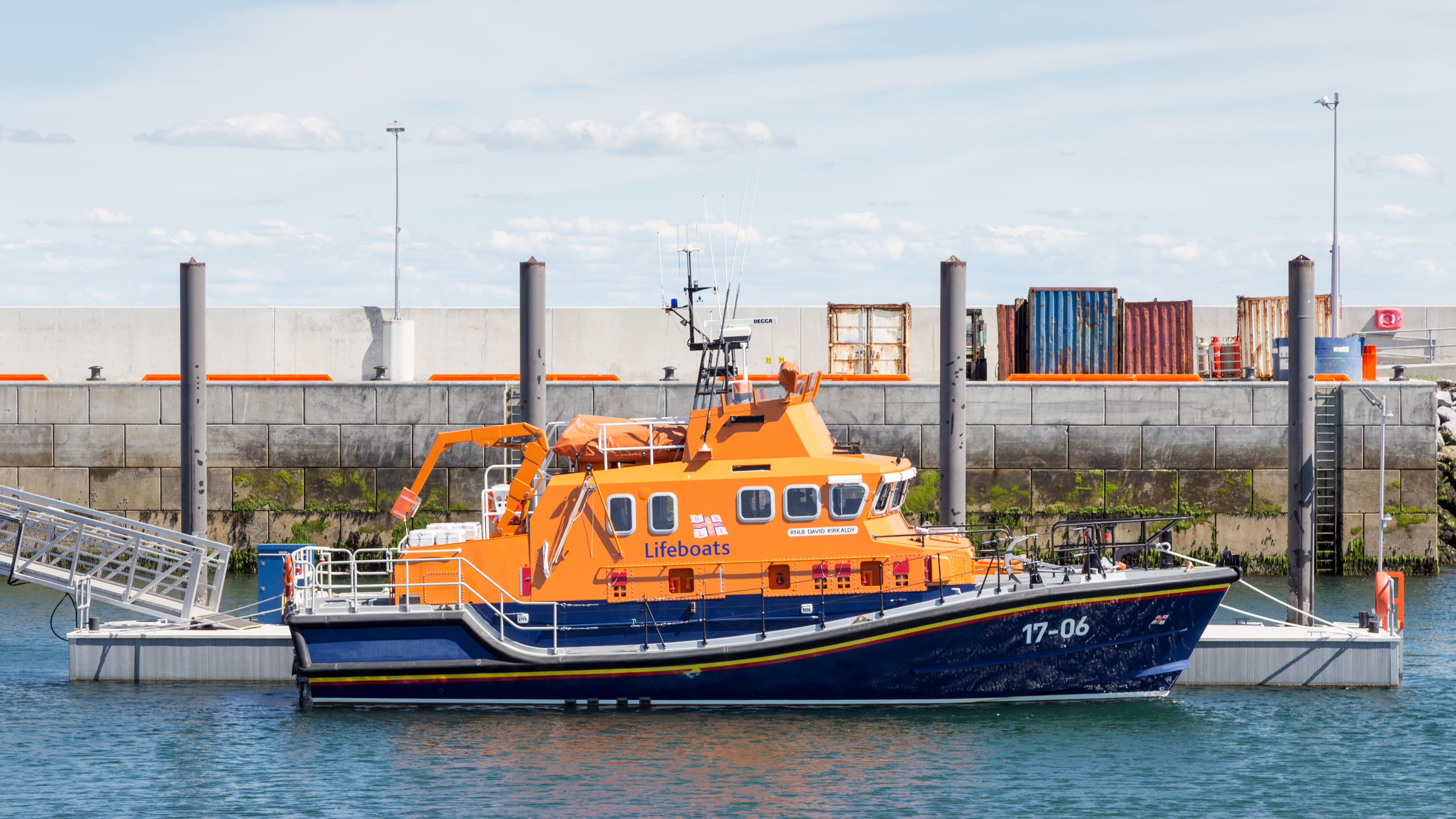
Lifeboat „David Kirkaldy“ der aktuellen SEVERN-Klasse in Kilronan, Inishmore, Irland

Zu Beginn des 19. Jahrhunderts gab es zwar noch keine zentrale Organisation des Seenotrettungswesens in Großbritannien, aber schon unregelmäßig an der Küste stationierte Seenotrettungsboote mit teilweise unzureichender Ausrüstung.
Infolge eines Appells von Sir William Hillary auf der Isle of Man 1823 wurde am 4. März 1824 die National Institution for the Preservation of Life from Shipwreck (NIPLS) (dt.: „Nationale Einrichtung für die Lebenserhaltung bei Schiffbruch“) gegründet.
Obwohl diese Gesellschaft recht erfolgreich tätig war (6716 Gerettete zwischen 1824 und 1849), bestanden weiterhin lokale Seenotrettungsvereine. Um 1850 waren an den englischen Küsten etwa 61 Boote stationiert, davon gehörten 12 der Gesellschaft und 49 privaten Vereinen und Stiftungen.
Nach einem Unglück am 4. Dezember 1849, bei dem 20 Lotsen während eines Rettungseinsatzes starben, stellte sich ein großer Teil der britischen Bevölkerung hinter den Seenotrettungsgedanken, und es kam zu einer Reform des Seenotrettungswesens. Der Herzog von Northumberland schrieb einen Preis in Höhe von 100 Guinee für den besten Rettungsbootentwurf aus. Diesen Preis gewann James Beeching aus Great Yarmouth für ein selbstaufrichtungsfähiges Boot, das von der Hafenbehörde in Ramsgate für 210 britische Pfund gekauft und dort stationiert wurde. Es wurde auf den Namen Northumberland getauft. Dieser Typ löste die Boote von Gateshead aus South Shields ab. Nach zwei Jahren wurde das Typboot Northumberland umgebaut, erhielt einen Eisenkiel, um Bodenbeschädigungen zu vermeiden, und festen Ballast anstelle von Wasserballasttanks.
Aus der NIPLS und der 1839 gegründeten Gesellschaft Shipwrecked Fishermen And Mariners´ Benevolent Society (dt.: „Wohltätigkeitsgesellschaft für schiffbrüchige Fischer und Seeleute“) entstand 1854 die noch heute bestehende RNLI.
Im selben Jahr wurde durch den RNLI-Inspekteur Captain Ward die Korkweste entwickelt, die viele Jahre zur Standardausrüstung der Rettungsmannschaften in Großbritannien und auch in anderen Ländern gehörte.
In Stromness auf Orkney wurde 1867 die Saltaire als erstes Seenotrettungsboot der neuen Organisation stationiert.
Die RNLI feierte 1924 ihren hundertsten Geburtstag mit der ersten International Lifeboat Conference. Dort beschlossen die Anwesenden aus Dänemark, Frankreich, Japan, Niederlande, Norwegen, Spanien, Schweden und den USA die Gründung der International Lifeboat Federation (ILF). Dieses Bündnis der Seenotrettungsdienste hatte ihr Sekretariat anfangs bei der RNLI. Die RNLI ist bis heute eines von 68 Vollmitgliedern der 2007 in International Maritime Rescue Federation umbenannten Organisation.
Am 17. März 1969 verlor die Royal National Lifeboat Institution (RNLI) ihr Seenotrettungsboot TGB während einer Einsatzfahrt in einem Orkan. Es wurde vermutlich von einer über 30 Meter hohen Freak Wave getroffen und kenterte. Alle acht Besatzungsmitglieder starben bei diesem Unfall. Der Unfall war Anlass für deutliche konstruktive Verbesserungen bei den Rettungsbooten der RNLI.

## Organisation
Wie die deutsche oder die niederländische Seenotrettungsorganisation finanziert sich die RNLI durch Spenden und Zuwendungen der Öffentlichkeit.
Anders als in Deutschland, wo die DGzRS für die Organisation des Seenotrettungswesens allein verantwortlich ist, ist die RNLI dem britischen Ministerium für Verkehr unterstellt. Das Ministerium hat ein so genanntes „Such- und Rettungskomitee des Vereinigten Königreiches“ eingesetzt, in dem Mitarbeiter verschiedener Organisationen, die bei der Seenotrettung beteiligt sein können – wie z. B. das Rote Kreuz, Küstenwache, Off-Shore-Industrie, RNLI – tätig sind.
Die RNLI unterhielt 2018 insgesamt 238 Rettungsstationen. 
Die RNLI ist inzwischen auch für die Rettung aus Binnengewässern und an Badestränden zuständig.
Rund 4800 Besatzungsmitglieder (überwiegend Freiwillige) fahren mit den Rettungsbooten hinaus, wenn jemand in Not ist. 
Die Kosten ihrer Organisation gibt die RNLI mit 500.700 Euro pro Tag an.
Seit der Gründung konnten über 140.000 Schiffbrüchige gerettet werden.

## Flotte
Die RNLI hat (2023) über 400 Rettungsboote im aktiven Einsatz. Weitere etwa 100 Boote sind in Reparatur/Wartung oder stehen als Reserve zur Verfügung. Sie werden in zwei Kategorien aufgeteilt, in Allwetter-Rettungsboote mit geschlossenen Aufbauten und in offene Küstenrettungsboote. In jeder Rettungsbootkategorie gibt es verschiedene Klassen. Daneben gibt es noch einige Luftkissenfahrzeuge.

### Allwetter-Rettungsboote
Die Klassen der Allwetter-Rettungsboote tragen die Namen britischer Flüsse. 1967 kam die Waveney class als erstes „schnelles“ Rettungsboot mit einer Höchstgeschwindigkeit von 15 kn zum Einsatz. 1971 folgte die Arun class mit einer Höchstgeschwindigkeit von 18 kn.
Die heute (2023) im aktiven Einsatz befindlichen Bootsklassen (siehe Liste) sind selbstaufrichtend und haben eine Crew aus sechs bis sieben Personen. Die Boote der Mersey class erreichen eine Höchstgeschwindigkeit von 17 kn, die neueren Bootsklassen erreichen eine Höchstgeschwindigkeit von 25 kn. Aus der Identifikationsnummer lassen sich Rückschlüsse auf die Schiffsgröße ziehen. Die ersten beiden Ziffern vor dem Bindestrich geben die ungefähre Schiffslänge in Metern an. Vor Verwendung des metrischen Systems wurde die Schiffslänge in Fuß angegeben.
Die Boote der Trent und der Severn class sind ständig im Wasser. Die übrigen Bootsklassen können auch über eine Slipanlage (Tamar class) und die übrigen auch mit einem von Traktoren bzw. Raupenfahrzeugen gezogenen Transportwagen ins Wasser gelassen werden.
Die Boote der Severn class als größte Bootsklasse der RNLI sind mit einer Länge von 17,30 m kleiner als die bislang kleinsten Seenotrettungskreuzer der DGzRS mit einer Länge von 19,90 m.

| Bootsklasse   | Bauzeit   | aktiv im Einsatz | Identifikations-Nr. | Länge in m | Breite in m | Tiefgang in m | Bild |
| ------------- | --------- | ---------------- | ------------------- | ---------- | ----------- | ------------- | ---- |
| Mersey class  | 1988-1993 | 7                | 12-XX               | 11,62      | 4,00        | 1,02          |      |
| Trent class   | 1994-2003 | 30               | 14-XX               | 14,30      | 4,90        | 1,45          |      |
| Severn class  | 1996-2004 | 34               | 17-XX               | 17,30      | 5,90        | 1,78          |      |
| Tamar class   | 2005-2013 | 25               | 16-XX               | 16,30      | 5,30        | 1,40          |      |
| Shannon class | 2013-     | 37               | 13-XX               | 13,60      | 4,50        | 1,00          |      |

### Küstenrettungsboote

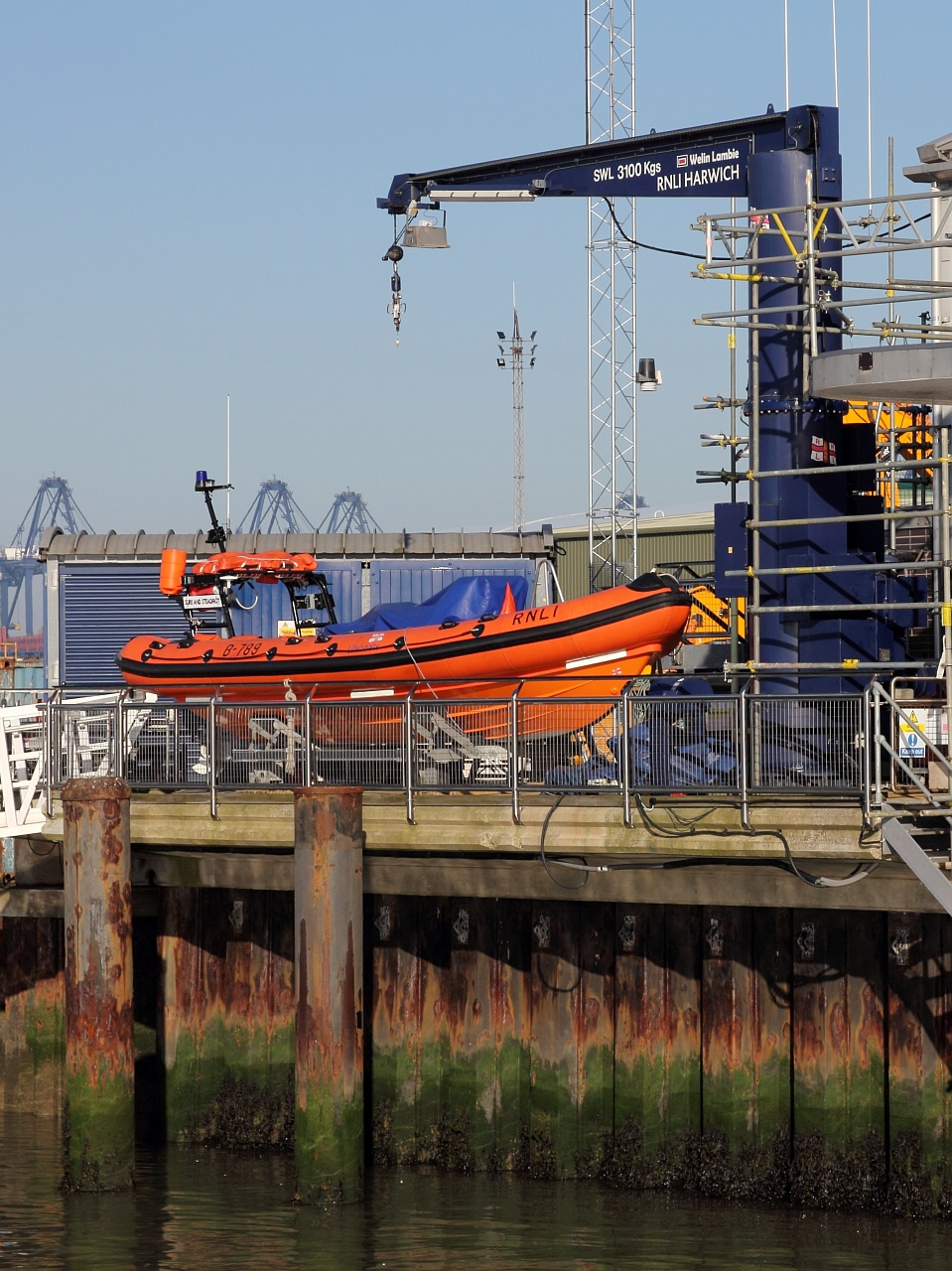
B class B-789 der RNLI in Harwich

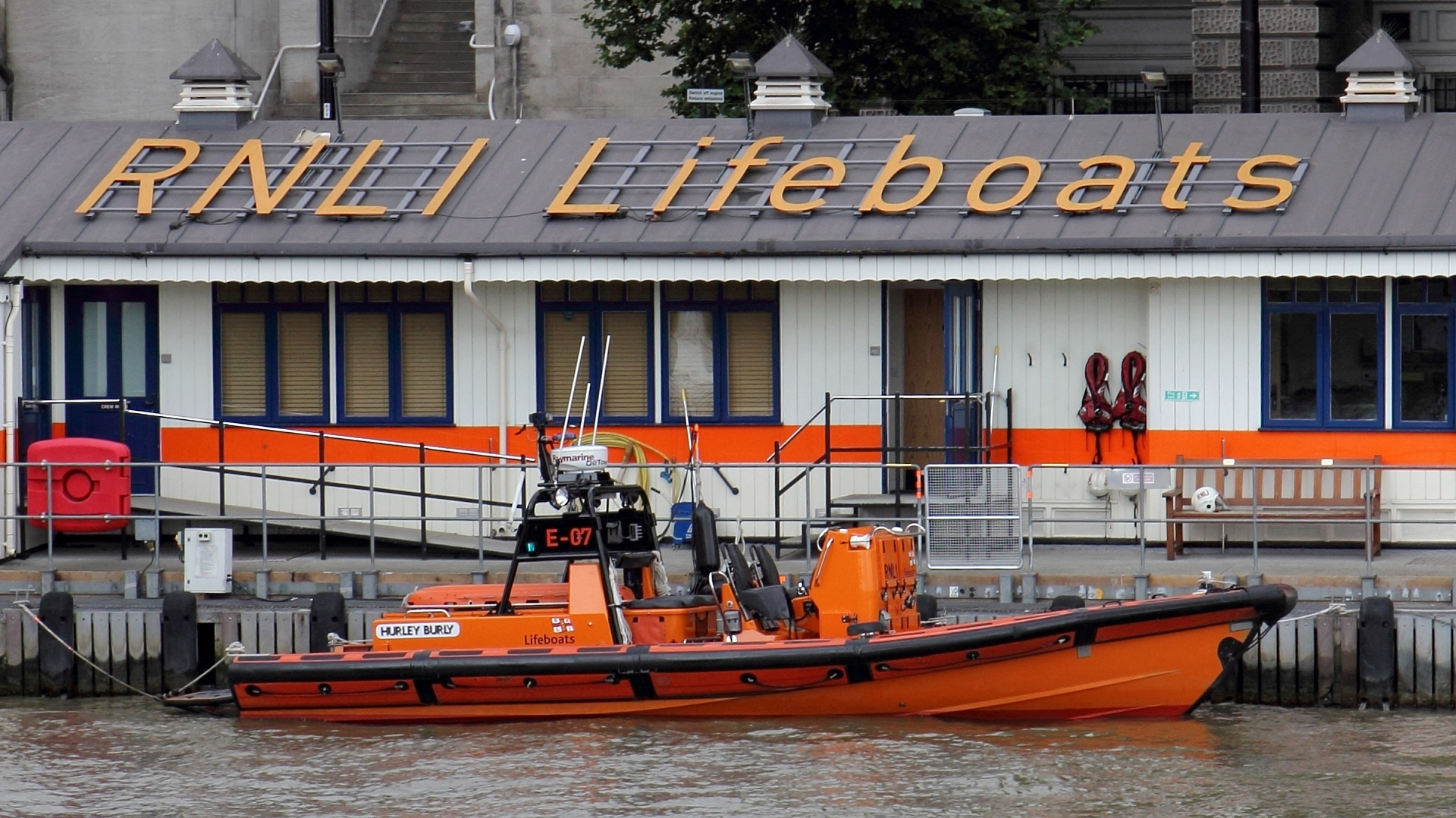
E class Rettungsboot an der RNLI-Station bei der Waterloo Bridge in London

Die Küstenrettungsboote der RNLI operieren näher am Ufer, in flacherem Wasser, in der Nähe von Klippen, Felsen und sogar in Höhlen. Sie verteilen sich auf mehrere Klassen:
- B class: es handelt sich um rigid inflatable lifeboats (RIBs) mit einer Länge von 8,44 m und einer Höchstgeschwindigkeit von 35 kn, etwa 110 sind (2023) im aktiven Einsatz oder werden für Trainingszwecke genutzt;
- D class: diese Schlauchboote werden seit 1963 eingesetzt, sind 5 m lang und bis zu 25 kn schnell, etwa 150 sind (2023) im aktiven Einsatz oder werden für Trainingszwecke eingesetzt;
- E class: die sechs Boote dieser Klasse verfügen über einen Aluminiumrumpf mit einem Kragen aus Polyethylenschaum. Sie wurden für die speziellen Bedingungen der Themse mit ihrer Gezeitenströmung, dem hohen Verkehrsaufkommen und Unterwasserhindernissen entwickelt. Die Boote sind zwischen 9 und 11 m lang und bis zu 40 kn schnell.
- Inshore Rettungsboote werden hauptsächlich von RNLI-Rettungsschwimmern eingesetzt, damit sie Verletzte in der Brandung schnell erreichen können, etwa 30 dieser 3,88 m langen und bis zu 26 kn schnellen Schlauchboote sind im aktiven Einsatz.

### Hovercraft
Seit 2002 setzt die RNLI auch diese Küstenrettungs-Luftkissenfahrzeuge in Gebieten ein, die für herkömmliche Rettungsboote unzugänglich sind, wie z. B. im Wattenmeer und Flussmündungen. Sie sind an den Rettungsbootstationen Hoylake, Hunstanton, Morecambe und Southend stationiert. Sie sind 8,04 m lang, 3,36 m breit und erreichen eine Geschwindigkeit bis 30 kn.

## Museen und Ausstellungen
In Großbritannien gibt es eine Reihe von Museen, die sich (teilweise) mit der Geschichte der Seenotrettung und der RNLI befassen. Einige werden von der RNLI betrieben oder unterstützt. Die folgende Liste erhebt keinen Anspruch auf Vollständigkeit:
- Grace Darling Museum, Bamburgh (Northumberland)
- Lifeboat Museum, Harwich (Essex)
- RNLI Henry Blogg Museum, Cromer (Norfolk)
- RNLI Historic Lifeboat Collection, umfangreiche Ausstellung in den Historic Dockyards Chatham (Kent)
- RNLI Whitby Museum (Yorkshire)
- RNLI Zetland Museum, Redcar (Yorkshire)

Alle RNLI-Stationen stehen Besuchern grundsätzlich offen. Dort kann man sich einen näheren Eindruck von der Arbeit der RNLI verschaffen. Häufig werden auch Fotos und Objekte aus der Geschichte der Station gezeigt. Einige sind ganzjährig geöffnet, einige nur in den Sommermonaten und einige sind weniger auf Besuch eingerichtet, befinden sich aber teilweise an atemberaubenden Orten.